# استیو استیونز
استیو استیونز (انگلیسی: Steve Stevens؛ زادهٔ ۵ مهٔ ۱۹۵۹) موسیقی‌دان، ترانه‌پرداز و تهیه‌کننده موسیقی اهل ایالات متحده آمریکا است. وی از سال ۱۹۷۹ میلادی تاکنون مشغول فعالیت بوده است.
از فیلم‌ها یا برنامه‌های تلویزیونی که وی در آن نقش داشته است می‌توان به بد ۲۵ اشاره کرد.